# Хюрова
Хюрова (ест. Hürova, виро Hürüvä) — село в Естонії, входить до складу волості Миністе, повіту Вирумаа.